# جزيرة بانجانغ أتاس
جزيرة بانجانغ أتاس وهي جزيرة من جزر إندونيسيا، وتقع في إقليم جاكارتا، في بولاو سيريبو ضمن شمال الجزر الألف.